# Taouyalte
Taouyalte  (in arabo تاويالت‎?) è un centro abitato e comune rurale del Marocco situato nella provincia di Taroudant, regione di Souss-Massa. Conta una popolazione di 7 465 abitanti (censimento 2014).